# Associació Musical Big Band de Montbau
L'Associació Musical Big Band de Montbau és una entitat creada el 2011 amb l'objectiu d'impulsar la música, a través de la seva Big Band, la Big Band de Montbau. Les seves activitats tenen lloc a la Sala Polivalent de Montbau.

Es va constituir el 31 de gener de 2011, al barri de Montbau, quan la Big Band de Montbau es va refundar, després d'haver-se dissolt uns mesos abans per desacord en el seu funcionament. Aquell mateix any l'Ajuntament de Barcelona va endegar obres de rehabilitació a l'edifici on assajaven, l'antic gimnàs de les escoles nacionals, i el va convertir en la Sala Polivalent de Montbau, cedint la seva gestió a les entitats del barri que estéssin legalment constituïdes en associació, que eren l'Associació de Veïns i Veïnes de Montbau, l'Associació Excursionista d'Etnografia i Folklore, i l'Associació Musical Big Band de Montbau. Això els va permetre, a més de seguir assajant en aquest equipament, utilitzar-lo per a promoure les activitats que motivaven l'associació: organitzar concerts, impulsar tallers musicals oberts al públic.

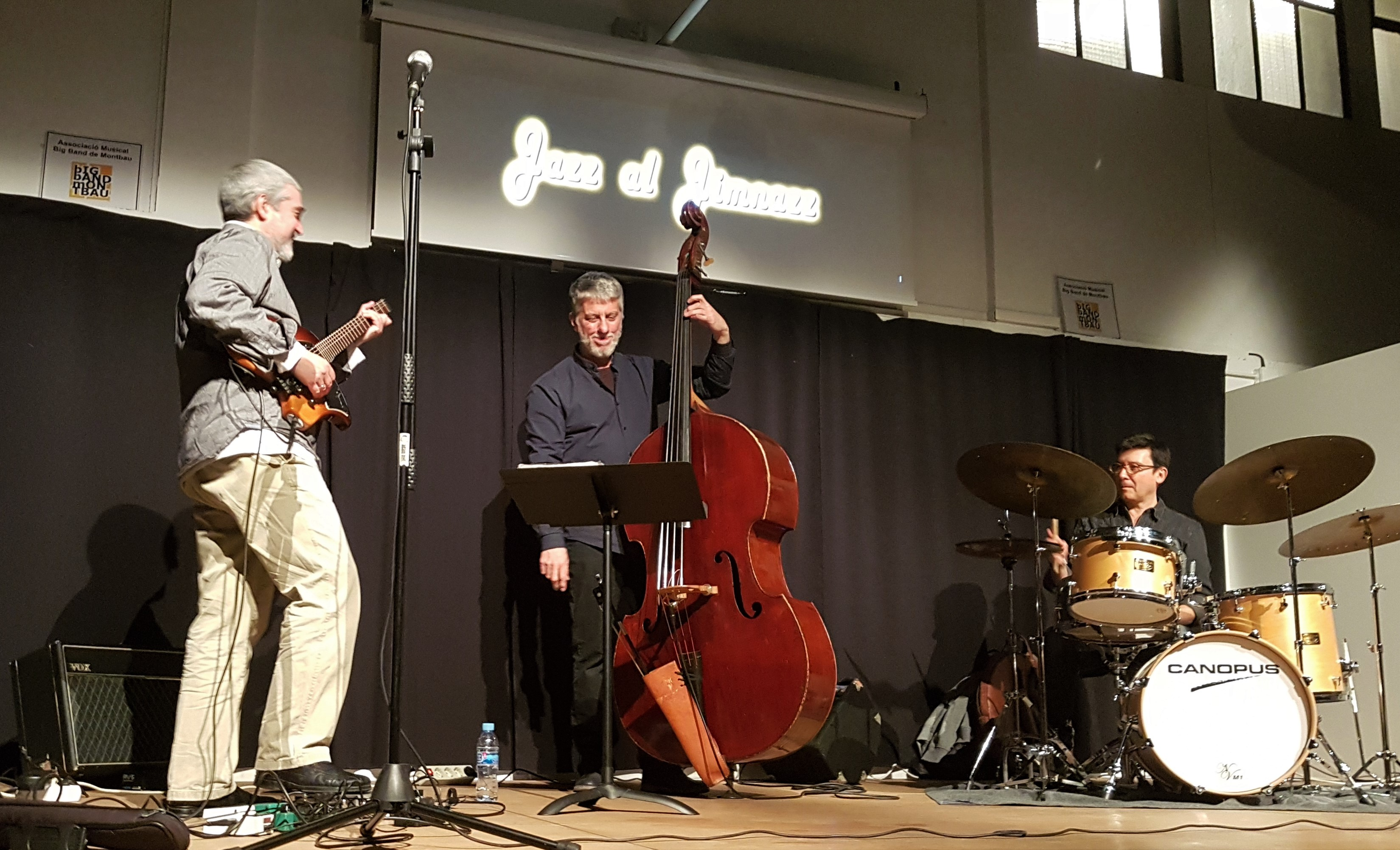
Dani Pérez Trio al Jazz al Gimnazz, febrer 2018

El 2012 l'Associació va endegar el 1r Cicle 'Jazz al Gimnazz', oferint concerts a la Sala Polivalent de Montbau, presentant un grup de jazz el segon divendres de cada mes, i el del mes de juny la Big Band de Montbau fa el concert de cloenda. Hi han actuat grups de jazz destacats, com: Xavi Díaz Quartet, Gaby Ardèbol quartet amb Horacio Fumero, Marian Barahona Trio, Jaume Vilaseca Trio.